# Rio Palmeira
O rio Palmeira é um curso de água que banha o estado de Goiás, no Brasil.